# 平橋東觀廟
平橋東觀廟位於四川省南充市南部縣，文物遺址年代判定為明。2012年7月16日公佈為第八批四川省文物保護單位。
東觀廟位於四川省南充市南部縣平橋鄉東觀廟村中字山南小山丘上，坐北向南，單簷懸山式頂，青瓦屋面，建於明代，脊檩上有“天順四年建修（1460年）”題記，占地面積約370平方公尺。由正殿、左右廂房及山門組成。正殿面闊五間13.3公尺，進深6.1公尺，抬梁結構，脊高6公尺，簷高3.7公尺；左右廂房各面闊三間10.4公尺，進深4公尺；山門面闊五間13.3公尺，進深3.3公尺，為七架櫞袱屋前櫞袱後櫞袱剳牽對四櫞袱用四柱抬梁房架，臺階高2.8公尺，踏道十六級。東觀廟是四川地區為數不多的明代建築之一，具有較高的歷史、文物價值。2010年，平橋東觀廟被南充市人民政府公佈為市級文物保護單位。